# Unità di Informazione Finanziaria per l'Italia
L'Unità di Informazione Finanziaria per l'Italia (anche nota come UIF) è l'unità di intelligence finanziaria italiana, autorità nazionale indipendente con funzioni di contrasto del riciclaggio e del finanziamento del terrorismo, istituita ai sensi del D.Lgs. n. 231/2007 in regime di autonomia operativa e gestionale presso la Banca d'Italia. Dal 2008 ha acquisito le competenze che in precedenza erano assegnate all'Ufficio Italiano dei cambi.

## Attività istituzionale e funzioni
La UIF è l'autorità pubblica incaricata di acquisire ed analizzare le informazioni relative a soggetti e a flussi finanziari riguardanti ipotesi di riciclaggio e di finanziamento del terrorismo principalmente attraverso l'analisi delle segnalazioni di operazioni sospette trasmesse da intermediari finanziari, professionisti e altri operatori in base a quanto previsto dal Decreto legislativo 21 novembre 2007, n. 231. La UIF valuta la rilevanza delle informazioni ricevute ai fini della trasmissione agli organi investigativi e all'autorità giudiziaria. 
In particolare, le analisi tecniche svolte dall'UIF sono trasmesse tempestivamente al Nucleo speciale di polizia valutaria (NSPV) della Guardia di Finanza e alla Direzione Investigativa Antimafia (DIA) organi competenti per gli accertamenti investigativi.
Alla UIF sono attribuiti anche poteri ispettivi per quanto riguarda il rispetto delle disposizioni in materia di prevenzione e contrasto del riciclaggio e del finanziamento del terrorismo, con riguardo alle segnalazioni di operazioni sospette/comunicazione e ai casi di omessa segnalazione/comunicazione, anche avvalendosi del supporto della Guardia di Finanza.
In base alla normativa vigente la UIF collabora con la Direzione nazionale antimafia e antiterrorismo e con gli organismi di informazione per la sicurezza della Repubblica nei casi di specifico interesse. L'Unità effettua altresì studi e fornisce i risultati di carattere generale alle forze di polizia, alle autorità di vigilanza di settore, al Ministero dell'economia e delle finanze, all'Agenzia delle dogane e dei monopoli, al Ministero della giustizia ed al Procuratore nazionale antimafia e antiterrorismo.
Alla UIF sono attribuiti anche compiti relativi al contrasto al finanziamento dei programmi di proliferazione delle armi di distruzione di massa e lotta contro lo sfruttamento sessuale dei bambini e pedopornografia. La UIF ha altresì il potere di sospendere operazioni finanziarie fino a cinque giorni lavorativi.
Annualmente i temi di interesse, i dati statistici e i principali risultati vengono riportati nella Relazione del Direttore.

## Cooperazione internazionale
La UIF partecipa alla rete Europea e alla rete mondiale delle Financial Intelligence Unit (FIU) per il trasferimento delle informazioni utili a garantire la sicurezza e a fronteggiare la dimensione internazionale del riciclaggio e del finanziamento del terrorismo. Lo scambio di informazioni tra FIU avviene a livello internazionale tramite la rete protetta denominata Egmont Secure Web del Gruppo Egmont, in ambito comunitario attraverso la rete FIU.NET gestita da Europol.
La UIF scambia informazioni relative a fatti di riciclaggio o di finanziamento del terrorismo con le FIU di altri paesi, in deroga al segreto d’ufficio; può acquisire a tale scopo informazioni investigative dall’NSPV e dalla DIA . La collaborazione tra FIU avviene in base ai principi stabiliti dal Gruppo Egmont.

## Cronologia dei direttori
- Giovanni Castaldi (2008-2013)
- Claudio Clemente (2013-2022)
- Enzo Serata (2023-attuale)